# 정의당 (대한민국)

1988년 이후 대한민국의 시계열적 정당 지도

민주노동당(民主勞動黨)은 2012년 10월에 창당한 대한민국의 진보주의 정당이다. 정의당은 진보정의당 창당을 주도했던 국민참여당 출신의 참여계, 자주파 세력의 일부인 인천연합계, 평등파 세력인 새진보통합연대계(진보신당 탈당 세력)의 3개 조직과 창당 이후 입당한 대다수 당원으로 구성되어 있다. 2012년 10월 7일에 창당발기인대회를 통해 당명을 확정짓고 '진보정의당 창당준비위원회'를 결성하였고, 2012년 10월 21일에 진보정의당 창당대회를 열었다. 2013년 7월 21일, 당원 총투표를 거쳐 당명을 "정의당"으로 바꾸었다. 2024년에 국회의원 선거를 앞두고 녹색당과 선거 연합을 추진하여 녹색정의당으로 당명 변경 후 정의당으로 당명을 재변경했다. 대한민국 제22대 국회의원 선거 결과 원외정당이 되었다. 이후 대한민국 제21대 대통령 선거를 앞두고 당명을 민주노동당으로 변경했다.

## 역사

### 창당 추진

진보정의당 시절에 사용된 로고

2013년부터 2014년까지 사용된 정의당 로고

통합진보당 부정 경선 사건 이후에 비상대책위원회에 참가해 당의 개혁을 추진하던 심상정, 노회찬, 유시민, 조준호 등은 이석기, 김재연 의원의 의원총회 제명이 부결된 이후인 2012년 8월 7일에 ‘진보적 정권교체와 대중적 진보정당을 위한 혁신추진모임’(약칭: 진보정치혁신모임)을 결성하여, 본래의 통합진보당과의 결별에 의견을 모았다.
결국 2012년 9월 10일에 강기갑 대표의 사퇴와 탈당을 시작으로 권영길, 천영세 전 민주노동당 대표, 이정미, 천호선 최고위원, 강동원, 노회찬, 심상정 의원, 유시민, 조준호 전 공동대표와 지방 의원들의 탈당과 더불어, 진보정치혁신모임은 9월 16일에 서울특별시 구로구민회관에서 전국대회를 개최하여, ‘새진보정당추진회의’를 결성하였다. 이 자리에서 노회찬 의원, 조준호 전 통합진보당 공동대표를 공동대표로 선출하였다.
새진보정당추진회의는 2012년 9월 26일에 제1차 전국운영위원회를 열었으며, 10월 7일에 서울특별시 용산 철도회관에서 창당발기인대회를 열어 당명을 결정짓고, '진보정의당 창당준비위원회'를 결성했다. 2012년 10월 21일에 창당대회를 열어 그 자리에서 심상정 의원을 진보정의당 대통령 후보로 선출하였으나, 2012년 11월 26일에 심상정은 정권교체와 야권 단일화를 위해 대한민국 18대 대통령 선거 대통령 후보 등록을 포기하고 대통령 후보직을 사퇴하였다.
2013년 7월 21일에 '2013 진보정의당 혁신전당대회'를 열고 당명을 '진보정의당'에서 '정의당'으로 바꾸었다. 또한 이 자리에서 당 대표로 천호선 전 최고위원을 선출하였다.
2014년 1월, 당 PI를 새로 정하며 상징색 역시 분홍에서 노랑으로 변경하였다.

### 6.4 지방 선거와7.30 재보선 선거
진보정당들이 분열되었고 창당된지 2년이 채 되지 않는 상황에서 맞은 지방선거에서 정의당은 1+3 계획을 세워 임하였다. 야권연대를 통하여 광역자치단체장 1명(울산광역시)와 기초 지자치단체장 3명(인천광역시 남동구, 동구 및 과천시장)에 집중하는 동시에 노동당과도 후보를 중복시키지 않는 전략이였다. 하지만 낮은 정당 인지도와 진보정당 표의 분산, 인천 지역 구청장 선거에서의 접전 끝의 패배등이 겹치며 정의당은 기초지자치단체장은커녕 시의원, 구의원등을 뽑는 기초지자치단체의원 선거에서도 초선은 한 명도 없이 11명 만이 당선되었다.
지방선거에서 4개의 진보정당이 일제히 부진한 성적표를 받아든 가운데, 당의 지명도와 영향력을 확대해야 한다는 절박한 상황에서 정의당은 6.4 지방선거 직후에 있던 7.30 재보선에 총력을 기울이기로 한다. 이를 위하여 김득중 후보가 출마한 평택 을을 제외한 수도권의 모든 선거구와 광주에 당대표인 천호선, 전대표였던 노회찬을 비롯해 부대표인 문정은, 부대표 겸 당대변인이었던 이정미 등을 내세우며 새정치민주연합에 당대당 야권연대를 제안한다. 하지만 새정치연합이 이를 거부하며 후보들을 모두 등록하면서 당대당 야권연대가 무산되었고, 동작 을에서 기동민 후보가 후보직을 사퇴하면서 노회찬에게 양보하고, 각각 수원 병과 수원 정에 출마하였던 정의당의 천호선 후보와 이정미 후보가 사퇴하면서 야권연대가 부분 이루어졌다. 7.30 재보선의 결과 노회찬이 나경원에게 929표차 패배를 당하고 광주나 김포 을 등에서도 유의미한 지지를 얻는 데 실패하였지만, 당의 인지도가 크게 확산되면서 재보선 이후 4천여명이 정의당에 가입하는 성과를 거두게 된다.

### 진보결집과 통합 당대회
2015년 10월 27일 정의당, 국민모임, 진보결집+, 노동정치연대 4단체간 진보결집에 관한 합의가 이루어지고 정의당의 이름으로 통합 당대회를 치르기로 결정하였다. 20대 국회의원 선거에서 6석을 얻었다.

### 제3기 2차 임시 당대회
2016년 9월 27일 제3기 2차 임시 당대회 결과 "민주사회당"이 새 당명으로 잠정적 결정되었다. 그러나  당원 투표 결과에서 찬성 31%, 반대 69%로, 당명변경안이 부결되어 계속 정의당 당명을 사용하게 되었다.

### 2017년
19대 대선을 앞두고 당내 경선에서 심상정 후보가 정의당의 대선 후보로 결정되었다. 선거 결과 심상정 후보는 두 자릿수 득표에는 실패했으나, 역대 대선에 출마한 진보정당 후보들 중 가장 높은 득표율을 기록하였다. 토론 등에서 존재감을 보여줬다는 평가가 나온다.
7월 11일 당직 선거 개표 결과 이정미 후보가 박원석 후보를 누르고 새 대표로 당선되었다.
11월에는 김종대 의원이 이국종 교수를 비판하는 글을 올리면서 정의당에 대한 비판이 쇄도했다.

### 2018년
민주평화당과 함께 평화와 정의의 의원 모임이라는 공동교섭단체를 결성했다.
이후 제7회 전국동시지방선거에서 더불어민주당·자유한국당에 이어 3위를 기록하였다. 정의당은 광역·기초단체장을 1명도 배출하지 못했지만, 광역의원 비례대표 선거의 정당득표율에서 8.97%를 얻었다. 리얼미터 여론조사 결과 정의당의 지지율은 7주째 상승, 3주 연속 최고치를 경신하며 자유한국당의 지지율과 오차범위 내로 다가선 것으로 2018년 7월 12일 나타났다.
그러나 노회찬 정의당 의원이 더불어민주당원 댓글 조작 사건에 연루되면서 주춤해졌다는 평가가 나왔다. 그리고 2018년 7월 23일 노 의원의 사망 소식으로 인해 정의당은 충격에 빠졌다. 그러면서 민주평화당과의 교섭단체도 해체되었다. 정의당은 "본질적 목적에 부합하지 않은 특검의 노회찬 표적수사에 유감의 뜻을 표한다"며 드루킹 특검을 비판하였다.
노회찬 의원 사후, 정의당 입당과 후원금이 증가했다고 한다. 정의당은 고인 장례 중에 구체적인 수치를 확인·공개하지 않기로 하였다. 그리고 한국갤럽 여론조사에서 정의당의 지지율은 15%로 역대 최고치를 갱신하였으며, 제1야당인 자유한국당을 제치고 2위를 차지했다.
한편 정의당은 국회 특수활동비 폐지를 적극적으로 추진하고 있다. 노 전 원내대표 몫으로 나온 7월 특활비는 사용하지 않고 불용 처리했다.

### 2018년 이후
2021년, 김종철 대표의 장혜영 의원 성추행 사건으로 김종철 대표가 직위해제되었다.
2022년에 실시한 대한민국 제20대 대통령 선거를 앞두고 심상정 의원이 후보로 선출되면서 출마했다. 본 선거 결과 2.37%의 득표율을 올리면서 낙선했다.
2022년에 제8회 전국동시지방선거에서 선거 패배로 광역의원,기초의원수가 모두 감소하였다. 기초의원 8명만 당선시켜 20석을 당선시킨 진보당보다 낮은 성적표를 받아들었다.
전당대회에서 이정미 전 대표가 대표로 선출되었다.
국회에서 이재명 더불어민주당 대표의 체포동의안에 찬성 표결을 하였다. '새로운 진보'등으로 대표되는 당 내부 온건파 그룹은 반발하였다.

### 녹색정의당으로 변경

녹색정의당 시절에 사용된 로고

2024년 2월 3일, 제22대 국회의원 선거를 앞두고 녹색당과 연합하여 녹색정의당으로 당명을 변경하였다. 그러나 총선 결과 모든 후보가 당선에 실패하여 원외 정당이 되었으며, 이후 당명을 다시 정의당으로 환원하였다.

## 성향
정의당의 지도부와 당원들은  '한국형 사회민주주의"를 당의 이념으로 주장하고 있다. 당원들을 대상으로한  '정의당에 가장 중요한 이념'을 묻는 조사에서도 사회민주주의가 47.1%로 가장 큰 지지를 얻었다.
이념적으로 볼 때는 대한민국의 자유주의와 대한민국의 진보주의를 지지하는 분파가 모두 존재하지만 한국에서는 진보주의 이념의 방향성에 가까운 대한민국의 진보정당으로만 평가받으며 대한민국의 자유주의를 지지하는 정당 계열인 대한민국의 민주당계 정당의 계보에 포함되어 있다고 보지는 않는다.  정의당은 여러 국내/해외 언론들에서 "liberal"(자유주의) "또는 "progressive"(진보주의)등으로 묘사된다.
좌/우 척도로 볼 때는 주로 중도좌파 계열 정당이라고 평가받으나 한국의 정치 지형에서는 좌익 성향이라고 평가받기도 한다. 그러나 유럽의 중도좌파 계열 정당들에 비해서는 온건한 입장을 취하고 있다.

## 역대 지도부

### 역대 당대표
| 대수   | 당대표               | 직함                   | 임기                                                                                              |
| ------ | -------------------- | ---------------------- | ------------------------------------------------------------------------------------------------- |
| 1      | 노회찬, 조준호       | 공동대표               | 2012년 10월 21일~2013년 7월 21일                                                                  |
| 2      | 천호선               | 당대표                 | 2013년 7월 21일~2015년 7월 18일                                                                   |
| 3      | 심상정 김세균 나경채 | 대표→상임대표 공동대표 | 2015년 7월 18일~2017년 7월 11일 2015년 11월 22일~2016년 9월 27일 2015년 11월 22일~2017년 7월 11일 |
| 4      | 이정미               | 당대표                 | 2017년 7월 11일~2019년 7월 13일                                                                   |
| 5      | 심상정               | 당대표                 | 2019년 7월 13일~2020년 10월 12일                                                                  |
| 6      | 김종철               | 당대표                 | 2020년 10월 12일~2021년 1월 25일                                                                  |
| (임시) | 김윤기               | 당대표권한대행         | 2021년 1월 25일~2021년 1월 29일                                                                   |
| (임시) | 강은미               | 비상대책위원장         | 2021년 1월 30일~2021년 3월 24일                                                                   |
| 7      | 여영국               | 당대표                 | 2021년 3월 24일~2022년 6월 2일                                                                    |
| (임시) | 이은주               | 비상대책위원장         | 2022년 6월 2일~2022년 10월 28일                                                                   |
| 8      | 이정미               | 당대표                 | 2022년 10월 28일~2023년 11월 6일                                                                  |
| (임시) | 배진교               | 당대표권한대행         | 2023년 11월 6일~2023년 11월 15일                                                                  |
| (임시) | 김준우               | 비상대책위원장         | 2023년 11월 15일~2024년 5월 27일                                                                  |
| 9      | 권영국               | 당대표                 | 2024년 5월 27일~                                                                                  |

### 역대 원내대표
| 대수   | 원내대표 | 임기                            |
| ------ | -------- | ------------------------------- |
| 1      | 강동원   | 2012년 10월 25일~2013년 5월 2일 |
| 2      | 심상정   | 2013년 6월 13일~2015년 6월 9일  |
| 3      | 정진후   | 2015년 6월 9일~2016년 5월 29일  |
| 4      | 노회찬   | 2016년 5월 30일~2018년 7월 23일 |
| (임시) | 윤소하   | 2018년 7월 23일~2018년 8월 21일 |
| 5      | 윤소하   | 2018년 8월 21일~2020년 5월 29일 |
| 6      | 배진교   | 2020년 5월 30일~2020년 9월 1일  |
| 7      | 강은미   | 2020년 9월 9일~2021년 5월 4일   |
| 8      | 배진교   | 2021년 5월 4일~2022년 5월 4일   |
| 9      | 이은주   | 2022년 5월 4일~2023년 5월 8일   |
| 10     | 배진교   | 2023년 5월 9일~2024년 2월 14일  |
| (임시) | 심상정   | 2024년 2월 20일~2024년 4월 11일 |
| (임시) | 장혜영   | 2024년 4월 11일~2024년 5월 29일 |

### 새진보정당추진회의 지도부
2012. 9. 16.~2012. 10. 7.
- 공동대표: 노회찬, 조준호

### 1기 지도부
2012. 10. 21.~2013. 7. 21.
- 공동대표: 노회찬, 조준호
- 원내대표: 강동원→심상정
- 최고위원: 송재영, 이정미, 이홍우, 천호선, 박인숙, 이소헌
- 사무총장: 권태홍
- 정책위의장: 정진후

### 2기 지도부
2013. 7. 21.~2015. 7. 18.
- 당대표: 천호선
- 원내대표: 심상정→정진후
- 부대표: 이정미, 김명미, 문정은
- 사무총장: 권태홍
- 정책위의장: 조승수

### 3기 지도부
2015. 7. 18.~2017. 7. 11
- 대표→상임대표: 심상정
- 공동대표[30]: 나경채, 김세균→나경채
- 원내대표: 정진후→노회찬
- 부대표: 이정미, 김형탁, 배준호→이정미, 김형탁, 배준호, 이병렬
- 사무총장: 이혁재
- 정책위의장: 김용신

### 4기 지도부
2017. 7. 11.~2019. 7. 13.
- 당대표: 이정미
- 원내대표: 노회찬→윤소하
- 부대표: 강은미, 정혜연, 한창민
- 사무총장: 신장식
- 정책위의장: 김용신

### 5기 지도부
2019. 7. 13.~2020. 10. 12.
- 당대표: 심상정
- 원내대표: 윤소하→배진교→강은미
- 부대표: 김종민, 박예휘, 임한솔→김종민, 박예휘

### 6기 지도부
2020. 10. 12.~2021. 1. 25.
- 당대표: 김종철
- 원내대표: 강은미
- 부대표: 김윤기, 김응호, 박인숙, 배복주, 송치용

### 비상대책회의
2021. 1. 25.~2021. 1. 30.
- 공동대표: 강은미, 김윤기[31]
- 당대표: 김윤기 (대행)[32]→공석
- 원내대표: 강은미
- 부대표: 김윤기, 김응호, 박인숙, 배복주, 송치용

### 비상대책위원회
2021. 1. 30.~2021. 3. 24.
- 비상대책위원장: 강은미
- 비상대책위원: 배복주, 문영미, 황순식
- 원내대표: 강은미
- 부대표: 김윤기, 김응호, 박인숙, 배복주, 송치용

### 6기 보궐 지도부
2021. 3. 24.~2022. 6. 2.
- 당대표: 여영국→이은주 (권한대행)
- 원내대표: 강은미→배진교→이은주
- 부대표: 김응호, 박인숙, 배복주, 송치용, 박창진
- 청년정의당 대표: 강민진
- 사무총장: 박원석→신언직
- 정책위의장: 장혜영

### 비상대책위원회
2022. 6. 2.~2022. 10. 28.
- 비상대책위원장: 이은주
- 원내대표: 이은주
- 사무총장: 신언직
- 정책위의장: 장혜영

### 7기 지도부
2022. 10. 28.~2023. 11. 6.
- 당대표: 이정미
- 원내대표: 이은주→배진교
- 부대표: 이현정, 이기중
- 청년정의당 대표: 김창인

### 비상대책위원회
2023. 11. 15.~ 2024. 5
- 비상대책위원장: 김준우
- 원내대표: 배진교
- 비상대책위원 : 김종대, 나경채, 엄정애
- 청년정의당 대표: 김창인

### 8기 지도부
2024. 05. 28. ~ 
- 당대표 : 권영국
- 부대표 : 문정은, 엄정애

## 역대 당대회

### 진보정의당 시절

#### 창당대회
2012년 10월 21일, 정의당 창당대회는 당헌과 강령을 채택한 뒤, 전국위원회 추천에 따라 노회찬 전 진보신당 대표와 조준호 전 민주노총 위원장을 공동대표로 하는 지도부를 선출한 뒤, 당원 ARS 찬반투표를 통해 심상정 전 진보신당 상임대표를 대한민국 제18대 대통령 선거 후보로 선출하였다.

#### 제2차 정기 당대회
2013년 6월 16일, 정의당 대회는 진보정치의 위기를 불러온 잘못에 대해 반성하는 '7가지 대국민 약속'을 채택한 뒤, 최고위 제도를 대표단 체제로 변경하고 당명도 변경하기로 결의했다.

#### 혁신전당대회
2013년 7월 21일, 정의당 혁신 전당대회는 당원투표에 따라 당명을 정의당으로 개정하고, 7월 15일부터 7월 20일까지 당원투표를 진행해 당 대표와 부대표 3명, 전국위원 23명, 중앙 대의원 221명을 선출했다. 당 대표로는 천호선 전 국민참여당 최고위원을 선출하였다.

### 정의당 시절

#### 제3차 정기 당대회
2015년 3월 22일, 정의당 대회는 '현실주의 진보정치', '민주주의 진보정치', '민생우선 진보정치'를 표방한 신강령을 채택하고 '대한민국 정치대전환을 위한 정의당의 도전'이라는 특별결의문도 채택했다.

#### 제3기 동시당직선거
| 순위 | 기호 | 이름   | 온라인투표 | 현장투표 | ARS투표 | 합산  | 비고          |
| 순위 | 기호 | 이름   | 득표율     | 득표율   | 득표율  | 합산  | 비고          |
| ---- | ---- | ------ | ---------- | -------- | ------- | ----- | ------------- |
| 1    | 1    | 노회찬 | 2,762      | 31       | 386     | 3,179 | 결선투표 진출 |
| 1    | 1    | 노회찬 | 42.7       | 32       | 46.3    | 43    | 결선투표 진출 |
| 2    | 3    | 심상정 | 1,985      | 49       | 278     | 2,312 | 결선투표 진출 |
| 2    | 3    | 심상정 | 30.7       | 50.5     | 33.4    | 31.2  | 결선투표 진출 |
| 3    | 4    | 조성주 | 1,136      | 10       | 121     | 1,267 |               |
| 3    | 4    | 조성주 | 17.6       | 10.3     | 14.5    | 17.1  |               |
| 4    | 2    | 노항래 | 588        | 7        | 48      | 643   |               |
| 4    | 2    | 노항래 | 9.1        | 7.2      | 5.8     | 8.7   |               |
| 합계 | 합계 | 합계   |            |          |         |       | -             |

정의당은 2015년 7월 6일부터 7월 11일까지 당직선거를 진행해 당 대표와 부대표 3명, 전국위원 28명, 당 대의원 295명을 선출했다. 선거 과정 중 조성주 정치발전소 공동대표의 출마선언이 화제가 되며 돌풍을 일으켰으나 양강의 벽을 넘지 못하고 결국 노회찬 전 대표와 심상정 전 원내대표가 결선투표에 진출했다.
| 순위 | 기호 | 이름   | 온라인투표 | 현장투표 | ARS투표 | 합산  | 비고    |
| 순위 | 기호 | 이름   | 득표율     | 득표율   | 득표율  | 합산  | 비고    |
| ---- | ---- | ------ | ---------- | -------- | ------- | ----- | ------- |
| 1    | 2    | 심상정 | 3,014      | 42       | 595     | 3,651 | 당 대표 |
| 1    | 2    | 심상정 | 53.2       | 79.2     | 47.9    | 52.5  | 당 대표 |
| 2    | 1    | 노회찬 | 2,651      | 11       | 646     | 3,308 |         |
| 2    | 1    | 노회찬 | 46.8       | 20.8     | 52.1    | 47.5  |         |
| 합계 | 합계 | 합계   |            |          |         |       | -       |

이후 7월 13일부터 7월 18일까지 결선투표를 진행한 결과, 심상정 후보가 당 대표로 선출되었다. 정의당은 이밖에도 부대표단, 전국위원, 대의원 등을 선출했다.

#### 제4차 임시 당대회 및 통합 당대회
2015년 11월 22일, 정의당 제4차 임시 당대회는 진보결집+, 국민모임, 노동정치연대와의 통합을 결의하고, 이어서 통합 당대회 개최를 통해 나경채 노동당 전 대표와 김세균 국민모임 공동대표를 공동대표로, 이병렬 노동정치연대 집행위원을 부대표로 추가 선출했다.

#### 제5차 임시 당대회
정의당은 통합 이후 당명 개정을 위한 당명 공모를 진행했고, 2016년 9월 25일 제5차 임시 당대회에서 가장 많은 추천을 받은 당명인 '사회민주당', '평등사회당', '정의당', '사회민주노동당', '민주사회당'을 대상으로 투표를 진행하였다.
| 득표순위 | 이름                    | 득표수   | 득표율 | 비고          |
| -------- | ----------------------- | -------- | ------ | ------------- |
| 1        | 민주사회당              | 122      | 38.9%  | 결선투표 진출 |
| 2        | 사회민주당              | 71       | 22.6%  | 결선투표 진출 |
| 3        | 정의당 (기존 당명 유지) | 66       | 21%    |               |
| 4        | 사회민주노동당          | 28       | 8.9%   |               |
| 5        | 평등사회당              | 27       | 8.6%   |               |
| 총투표수 | 총투표수                | 총투표수 | 314    |               |

1차투표 결과, '민주사회당'과 '사회민주당'이 결선투표에 진출하였다.
| 득표순위 | 이름       | 득표수   | 득표율 | 비고            |
| -------- | ---------- | -------- | ------ | --------------- |
| 1        | 민주사회당 | 201      | 66.6%  | 당원총투표 진출 |
| 2        | 사회민주당 | 101      | 33.4%  |                 |
| 총투표수 | 총투표수   | 총투표수 | 302    |                 |

결선투표 결과, '민주사회당'으로의 당명개정을 당원총투표에 부치기로 결정되었다.

#### 당명개정 당원총투표
정의당은 2016년 10월 6일부터 10월 11일까지 '민주사회당'으로의 당명 개정을 위한 당원총투표를 실시하였으나 찬성 30.79%, 반대 69.21%로 부결되어 '정의당'이라는 당명을 유지하게 되었다.

#### 제4기 동시당직선거
| 순위 | 이름   | 온라인 투표 | 현장 투표 | ARS 투표 | 총 득표 | 비고    |
| 순위 | 이름   | 득표율      | 득표율    | 득표율   | 득표율  | 비고    |
| ---- | ------ | ----------- | --------- | -------- | ------- | ------- |
| 1    | 이정미 | 5,658       | 69        | 1,445    | 7,172   | 당 대표 |
| 1    | 이정미 | 55.7%       | 66.3%     | 57.2%    | 56.05%  | 당 대표 |
| 2    | 박원석 | 4,508       | 35        | 1,081    | 5,624   |         |
| 2    | 박원석 | 44.3%       | 33.7%     | 42.8%    | 43.95%  |         |
| 합계 |        |             |           |          |         |         |

2017년 정의당은 7월 6일부터 7월 11일까지 제4기 동시당직선거를 진행해 당 대표와 부대표 3명, 전국위원 50명, 당 대의원 429명을 선출했다. 당 대표로는 이정미 부대표가 선출되었다.

#### 제6차 정기 당대회
2017년 10월 21일, 창=당 5주년을 맞아 정기 당대회와 기념행사를 개최했다. 주요한 안건을 다루기보다는, 지방선거를 앞둔 대토론회와 창당 5주년 행사를 중심으로 진행됐다.

#### 제5기 동시당직선거
| 득표순위 | 이름     | 득표수   | 득표율 | 비고    |
| -------- | -------- | -------- | ------ | ------- |
| 1        | 심상정   | 16,177   | 83.6%  | 당 대표 |
| 2        | 양경규   | 3,178    | 16.4%  |         |
| 총투표수 | 총투표수 | 총투표수 | 19,505 |         |

2019년 정의당은 7월 8일부터 7월 13일까지 당직선거를 진행해 당 대표와 부대표 3명, 전국위원 56명, 당대회 대의원 375명을 선출했다. 대표로는 심상정 전 대표가 선출되었다.

#### 제7차 임시 당대회
정의당은 2년마다 정기 당 대회를 소집하는 당헌에 따라 2017년 당대회를 개최해야 했으나, 준비 부족 등을 이유로 연내 개최가 어려워지자 2019년 12월 27일 전자회의로 임시 당대회를 진행해 정기 당대회를 2020년 2월 9일로 연기할 것을 의결하였다.

#### 제8차 임시 당대회
8차 정기 당대회는 2020년 2월 9일로 예정되어 있었으나, 1월말부터 코로나19 바이러스가 국내에 유입되면서 1월 31일 전자회의로 임시 당대회를 진행해 정기 당대회를 총선 이후로 연기할 것을 의결하였다.

#### 제9차 정기 당대회
2020년 4월 15일 대한민국 제21대 총선에서 정의당은 6석을 차지했다. 국회가 거대 양당 위주로 재편되는 속에서도 기존 의석을 유지하고, 정당득표는 9.67%로 최고득표율을 기록한 것이었으나 당초 준연동형 비례대표제의 도입으로 교섭단체 구성까지 기대했던 것에는 훨씬 미치지 못하는 결과였다. 결국 심상정 대표가 지도부 조기퇴임을 선언하고 혁신위원회 설치를 제안하였고, 5월 17일 정의당 전국위원회는 혁신위원회 설치를 의결하였다. 이에 따라 5월 24일 장혜영 의원 등 13명을 위원으로 하는 혁신위원회가 출범하였다. 8월 13일, 정의당 혁신위는 대표단회의 집단지도체제로 전환, 청년정의당 설치, 강령 개정, 당원입법청원 등 당내민주주의 강화와 지역정치 강화, 당원교육시스템 개선, 당권 요건 강화 및 청소년 예비당원 선거권 보장, 당무감사위원회 및 기관지 신설 등 혁신안을 확정해 당대회에 제출하였다.
8월 16일 사랑제일교회발 코로나19 재확산에 따라 사회적 거리두기 2단계로 격상되자, 8월 20일 정의당 상무집행위원회는 8월 30일 진행될 예정이었던 9차 정기 당대회를 8월 23일부터 8월 30일까지 일주일간 온라인으로 진행하는 것으로 변경하였다. 이에 따라 각 안건에 대한 제안 설명, 질의응답, 찬반토론, 수정동의안 제출, 표결 모두 일주일에 걸쳐 온라인으로 진행되었다.
8월 30일, 최종표결 결과 정의당 당대회는 대표 단일지도체제를 대표, 원내대표, 부대표 5인, 청년정의당 대표 등으로 구성된 대표단회의 단일지도체제로 전환하고, 당내당인 청년정의당과 당무감사위원회를 설치하는 등을 골자로 당헌당규안 등 혁신위가 제출한 혁신안을 모두 통과시키고, 9월 내에 중앙당직에 한해 조기 당직선거를 실시할 것을 의결한 뒤, 당의 비전에 대한 특별결의문을 채택하였다. 대의원들이 제출한 비대위 설치안과 특별복당기간 도입안은 모두 부결되었다.

#### 제6기 동시당직선거
9차 당대회 결정에 따라 정의당은 9월 23일부터 9월 27일까지 6기 동시당직선거를 실시하였다.
당 대표 후보로는 노회찬 원내대표 비서실장을 지낸 김종철 대변인, 인천 동구청장을 지낸 배진교 원내대표, 땅콩회항 사건으로 유명한 대한항공 사무장 출신의 박창진 갑질근절특별위원장, 대한민국 제7회 지방 선거 당시 서울시장 후보로 출마했던 김종민 부대표가 출마했다. 배진교 원내대표와 김종민 부대표는 각각 자신이 속한 정파인 NL 성향의 인천연합과 함께서울의 지원을 받았으며, 인지도는 높지만 당내 세력이 없었던 박창진 위원장은 온건하고 현실적인 성향으로 참여계의 지원을 받았고, 마찬가지로 뚜렷한 계파는 없으나 반대로 가장 진보적인 성향을 보였던 김종철 대변인은 당내 좌파의 지원을 받았다.
| 순위 | 이름   | ARS투표 | 온라인투표 | 합산  | 비고          |
| ---- | ------ | ------- | ---------- | ----- | ------------- |
| 1    | 김종철 | 592     | 3,414      | 4,006 | 결선투표 진출 |
| 1    | 김종철 | 22.8    | 30.7       | 29.79 | 결선투표 진출 |
| 2    | 배진교 | 493     | 3,230      | 3,723 | 결선투표 진출 |
| 2    | 배진교 | 19.0    | 29.0       | 27.7  | 결선투표 진출 |
| 3    | 박창진 | 763     | 2,177      | 2,940 |               |
| 3    | 박창진 | 29.4    | 19.5       | 21.9  |               |
| 4    | 김종민 | 575     | 2,205      | 2,780 |               |
| 4    | 김종민 | 22.2    | 19.8       | 20.7  |               |
| 합계 |        |         |            |       |               |

당직선거 결과 부대표로는 김윤기, 김응호, 배복주, 박인숙, 송치용 후보가 선출되었고, 청년정의당 창당준비위원장으로는 강민진 대변인이 선출되었다.
당대표 선거에서는 1위와 4위와의 격차가 9%밖에 나지 않는 치열한 경쟁의 결과 김종철 대변인과 배진교 원내대표가 결선투표에 진출하였다. 이후 10월 3일, 박창진 후보가 현실성을 내세우며 배진교 후보 지지를 선언했고, 다음날인 10월 4일에는 김종민 후보가 선명성을 내세우며 김종철 후보 지지를 선언했다. 이로써 현실성과 선명성을 기준으로 무정파 후보가 최대정파 후보를 지지하고, NL계열 후보가 PD계열 후보를 지지하게 되었다.
| 순위 | 이름   | 온라인투표 | ARS투표 | 합산  | 비고    |
| ---- | ------ | ---------- | ------- | ----- | ------- |
| 1    | 김종철 | 1,990      | 5,399   | 7,389 | 당 대표 |
| 1    | 김종철 | 59.0       | 54.4    | 55.6  | 당 대표 |
| 2    | 배진교 | 1,383      | 4,525   | 5,908 |         |
| 2    | 배진교 | 41.0       | 45.6    | 44.4  |         |
| 합계 |        |            |         |       |         |

이후 10월 5일부터 10월 9일까지 결선투표를 진행한 결과, 김종철 대변인이 당 대표로 선출되었다.

#### 제6기 당대표 보궐선거
2021년 1월 25일 김종철 대표의 장혜영 의원 성추행 사건으로 김종철 대표가 직위해제되자 보궐선거가 확정되었다. 보궐선거 후보로는 여영국 전 의원이 독자출마하였으며, 투표는 3월 18일부터 3월 21일까지 실시되었으며 3월 23일에 당선자를 발표하였다.
| 이름      | ARS투표 | ARS투표 | 온라인투표 | 온라인투표 | 합산   | 합산   | 비고    |
| 이름      | 찬성    | 반대    | 찬성       | 반대       | 찬성   | 반대   | 비고    |
| --------- | ------- | ------- | ---------- | ---------- | ------ | ------ | ------- |
| 여영국    | 3,507   | 262     | 6,128      | 486        | 9,635  | 748    | 당 대표 |
| 총 투표수 | 10,766  | 10,766  | 10,766     | 총 투표율  | 46.17% | 46.17% | 46.17%  |
| 득표율    | 92.80%  | 92.80%  | 92.80%     | 무효       | 383    | 383    | 383     |

#### 제10차 정책 당대회
2021년 12월 19일 정의당은 대한민국 제20대 대통령 선거를 앞두고 정기 당 대회를 열어 대선 강령과 대선 승리를 위한 특별결의문을 채택했다.

#### 비례대표 총사퇴 권고 당원총투표
대한민국 제20대 대통령 선거와 제8회 전국동시지방선거에서 연달아 역대 최저득표율을 기록하자, 6기 지도부는 총사퇴하고 이은주 원내대표를 위원장으로 비상대책위원회가 구성되었다.
이로써 당의 지지율 하락 및 존재감 축소, 비호감도 증가에 대해 정호진 전 수석대변인 등은 당의 얼굴인 비례대표 국회의원 총사퇴를 주장하며 서명을 진행해 937명의 유효 서명으로 "비례대표 국회의원 총사퇴 권고"를 안건으로 당원총투표를 발의했다.
8월 31일부터 9월 4일까지 진행된 총투표 결과, 찬성 40.75%, 반대 59.25%로 부결되었다.

#### 제11차 정기 당 대회
2022년 9월 17일 열린 제11차 정기 당대회에서는 비대위의 창당 10년 평가서를 승인하고 당헌을 개정한 뒤 재창당을 결의했다.

#### 제7기 동시당직선거
대선 및 지방선거 참패로 비대위가 구성되고 당대회에서 재창당을 결의한 상황에서, 정의당의 방향성을 두고 다양한 후보들이 출마했으나 국정감사로 인해 주목도는 크게 떨어졌다.
당 대표 후보로는 이정미 전 대표, 김윤기 전 부대표, 조성주 정책위 부의장, 정호진 전 수석대변인, 이동영 수석대변인 등이 출마했다.
이미 한 차례 당대표를 맡았던 이정미 전 대표의 대세론 속에 당내 진보파 단일 선본 '전환' 측 후보인 김윤기 전 부대표는 진보이념 강화와 노동 현장 중심 노선을 주장했고, 7년 전 당대표 선거에서 돌풍을 일으킨 바 있던 조성주 부의장은 류호정, 장혜영 의원 등 기존 계파 외 그룹의 지지를 받으며 사회민주당으로의 당명개정, 네거티브 규제와 산별교섭을 통한 사회적 직무급제 도입, 비례대표 100% 전략공천 등을 주장하며 이슈를 만들었다. 비례대표 총사퇴 당원총투표를 발의했던 정호진 전 대변인은 당구조 전면개편을 내세웠고, '새진보통합연대' 출신이었던 이동영 대변인은 노회찬 전 대표에 대한 향수를 부각시켰다.
| 순위 | 이름   | ARS투표 | 온라인투표 | 합산  | 비고          |
| ---- | ------ | ------- | ---------- | ----- | ------------- |
| 1    | 이정미 | 1,245   | 3,528      | 4,773 | 결선투표 진출 |
| 1    | 이정미 | 58.3    | 46.5       | 49.91 | 결선투표 진출 |
| 2    | 김윤기 | 209     | 1,480      | 1,689 | 결선투표 진출 |
| 2    | 김윤기 | 9.8     | 19.5       | 17.66 | 결선투표 진출 |
| 3    | 조성주 | 232     | 924        | 1,127 |               |
| 3    | 조성주 | 10.9    | 12.2       | 12.09 |               |
| 4    | 정호진 | 229     | 898        | 1,127 |               |
| 4    | 정호진 | 10.7    | 11.8       | 11.78 |               |
| 5    | 이동영 | 132     | 687        | 819   |               |
| 5    | 이동영 | 6.2     | 9.1        | 8.56  |               |
| 합계 |        |         |            |       |               |

10월 14일부터 10월 19일까지 진행된 당직선거 결과, 당대표 선거에서는 이정미 전 대표가 과반에 9표 모자른 1위로 김윤기 전 부대표와 함께 결선투표에 진출하게 되었다.
| 순위 | 이름   | ARS투표 | 온라인투표 | 합산  | 비고    |
| ---- | ------ | ------- | ---------- | ----- | ------- |
| 1    | 이정미 | 2,041   | 3,385      | 5,426 | 당 대표 |
| 1    | 이정미 | 66.4    | 61.2       | 63.05 | 당 대표 |
| 2    | 김윤기 | 1,031   | 2,149      | 3,180 |         |
| 2    | 김윤기 | 33.6    | 38.8       | 36.95 |         |
| 합계 |        |         |            |       |         |

이후 10월 23일부터 10월 28일까지 결선투표를 진행한 결과, 이정미 전 대표가 당 대표로 선출되었다.

## 주요 선거 결과

### 대통령 선거
|  | 6.17% |

|  | 2.37% |

|  | 0.98% |

### 국회의원 선거
--->
|  | 0.79% |

|  | 7.23% |

|  | 2% |

|  | 0.4% |

|  | 9.67% |

|  | 2% |

|  | 0% |

|  | 2.14% |

|  | 0% |

### 지방선거
|  | 0% |

|  | 0% |

|  | 0% |

|  | 0.38% |

|  | 0% |

|  | 0% |

|  | 1.33% |

|  | 0.89% |

|  | 0% |

|  | 0% |

|  | 0.23% |

|  | 0.23% |

## 논란과 비판

### 메갈리아와의 연관성
클로저스 성우 교체 논란에 대해 정의당 문화예술위원회에서 “개인의 정치적 의견은 그 개인의 직업 활동을 제약하는 근거가 될 수 없으며 그것을 이유로 직업활동에서 배제되는 것은 부당하다”라며 넥슨을 비판하고 김자연 성우를 옹호하는 논평을 내면서 논란이 촉발되었다. 누리꾼들은 정의당이 메갈리아를 옹호한다고 비판하였고, 당의 홈페이지 게시판에는 탈당하겠다는 글이 연이어 올라왔다. 이후 정의당은 사태를 수습하고자 5일 만에 논평을 철회했으나, 이는 오히려 당내 혼란을 부추겼다. 한창민 정의당 대변인은 “2008년 당을 두 동강 냈던 친북, 종북 논란 후 이런 사태는 처음인 것 같다”라며 “실제로 평소보다 많은 탈당계가 접수되고 있다”고 우려하기도 하였다.

### 당내 열정페이 의혹
19대 대선 때 '노동이 당당한 나라'라는 슬로건을 걸었던 정의당에서 정작 내부 노동자들은 차별적인 대우를 받고 있다는 의혹이 제기됐다. 2016년 3월 이병진 정의당 노동조합 초대위원장이 페이스북을 통해 "정의당 서울시당과 경기도당을 제외한 대부분의 시도당 당직자들은 중앙당 급여의 60~90%에 해당하는 급여를 받고 있다. 4대 보험과 상여금 등의 혜택도 없다"며 "당 내부의 노동차별을 없애야 할 때다"고 지적하였고, "대체휴무제를 명문화해야 하고, 상황에 따라 고용된 반상근 또는 계약직 당직자라도 고용형태의 변경을 요구하면서 눈치보지 않아야한다"고 언급해 논란이 촉발됐다. 특히 심상정 후보가 안철수 국민의당 후보를 향해 비판했던 '포괄임금제'를 정의당 내부에서 적용하고 있는 것 아니냐는 의혹도 불거졌다.
이에 대해 정의당은 "당의 취업규칙(2016.06.10.)에 따르면 정의당은 시간외 근로수당 등 각종 수당을 합한 포괄임금제 방식이 아닌, 호봉에 따른 기본급여 외에 직급수당, 상여금과 복리후생 성격의 수당 등이 구성된 임금체계방식을 택하고 있다"고 포괄임금제 의혹을 부인했다. 또한 중앙당과 광역시도당 간 임금격차에 대해 "(해당 시도당 위원장이) 독립적 인사권한을 행사하고 있고 보수체계도 지역별로 다르다"고 해명했다.

### 일본 애니메이션 표절
정의당에서 2018년 8월 27일 게시한 당 공식 소개 영상이 일본의 애니메이션 감독인 신카이 마코토의 CF를 표절한 것으로 밝혀졌다. 해당 영상이 올라온 이후 누리꾼들은 신카이 마코토 감독이 제작한 《크로스로드》라는 Z회 CF용 애니메이션을 표절했다고 지적하였고, 영상은 29일 유튜브에서 삭제되었다. 정의당은 30일 보도자료를 통해 “창작자인 신카이 마코토 감독의 권익을 침해하고 그분의 작품을 사랑하는 많은 팬 분들에게 심려를 끼치게 된 점에 대해 깊은 사과의 말씀을 드린다”라며 “이번 사태를 계기로 개인과 집단이 자신의 창작물에 대해 가지는 권리의 소중함을 다시 한 번 깨닫고, 창작자의 권리 보전과 권익 향상을 위해 더욱더 노력하겠다”라고 사과문을 발표하였다.

### 공식 트위터 부적절 표현
정의당이 공식 트위터에 2020년도 주한미군 방위비 분담금을 결정하는 11차 '한미 방위비분담특별협정' 체결을 위한 협상과 관련 "한국은 미국의 패권을 위해 돈 대주고 '몸 대주는' 속국이 아니다."라고 표현해 논란이 일었다.

## 같이 보기
- 반인종주의
- 문화적 자유주의
- 대한민국의 여성주의
- 이자스민
- 대한민국의 성소수자 권리
- 노동당 (대한민국)
- 진보당 (2017년 대한민국)